# Ani Queen
Ani Queen, de nombre real Ana Domínguez Fernández (Valladolid, 3 de julio de 2001), es una cantautora, actriz y bailarina española. Su propuesta artística combina pop contemporáneo, música urbana y electrónica, integrando elementos visuales y coreográficos. Ha actuado como telonera de artistas internacionales, como Jason Derulo u Omar Montes y participado en programas formativos internacionales como la JBL & Martin Garrix Music Academy en Ámsterdam.

## Biografía
Ana Domínguez Fernández nació en Valladolid, donde comenzó sus estudios de canto, danza e interpretación desde temprana edad. Más adelante amplió su formación vinculada a las artes escénicas en la Escuela Universitaria de Artes TAI, en Madrid. Adoptó el nombre artístico Ani Queen para su proyecto musical, caracterizado por una puesta en escena visualmente cuidada y una fusión de géneros que van del pop a la música urbana y electrónica. 

Ani Queen on Valladolid's Stage for the Festivities of Lady of San Lorenzo 2024

## Carrera musical

### Primeros pasos y actuaciones locales
Ani Queen comenzó su trayectoria publicando singles en plataformas de streaming como Spotify y YouTube. Su primer gran impulso mediático llegó en septiembre de 2022, cuando actuó como telonera de Jason Derulo en las Ferias y Fiestas de la Virgen de San Lorenzo en Valladolid.  
En 2024 formó parte del cartel oficial de las fiestas vallisoletanas, actuando en la plaza Mayor como telonera de Omar Montes.  
Ese mismo año participó en el Monoloco Fest de Valladolid junto a otros artistas emergentes.

### Proyección internacional
En septiembre de 2024 fue seleccionada para la  «JBL & Martin Garrix Music Academy» en Ámsterdam, una iniciativa formativa para talentos emergentes organizada por el DJ neerlandés Martin Garrix y la marca JBL, a la que accedió tras un proceso de selección internacional entre más de mil aspirantes.

## Estilo y recepción
La música de Ani Queen mezcla elementos del pop, la electrónica y el urbano, y suele integrar coreografías y elementos visuales en sus actuaciones en directo. Medios como El Norte de Castilla y El Español la han descrito como una artista emergente con una marcada personalidad escénica y potencial de proyección nacional.

## Discografía
- Penitente (sencillo, 2023)
- La Vendetta di Ana - 6º Círculo: Herejía (sencillo, 2023)
- Imán (sencillo, 2024)

## Actuaciones destacadas
- Telonera de Jason Derulo (Ferias y Fiestas de Valladolid, 2022)[1]
- Telonera de Omar Montes (plaza Mayor de Valladolid, 2024)[3][4]
- Monoloco Fest (Valladolid, 2024)[5]
- JBL & Martin Garrix Music Academy (Ámsterdam, 2024)[6][7]